# Elizaveta Glinka
Pour les articles homonymes, voir Glinka (homonymie).
Elizaveta Glinka (russe : Елизаве́та Петро́вна Гли́нка), également connue comme le Docteur Liza (russe : До́ктор Ли́за), née le 20 février 1962 à Moscou et morte le 25 décembre 2016 en mer Noire, est une médecin et figure humanitaire russe. 

## Biographie
Diplômée de médecine en URSS, Elizaveta Glinka émigre aux États-Unis à la fin de années 1980 avec son mari, où elle se spécialise en médecine palliative. Elle ouvre à la fin des années 1990 un service palliatif à l'hôpital oncologique de Kiev, et elle crée en 2007 un fonds d'aide pour les plus démunis.
Elizaveta Glinka devient une figure humanitaire en Russie. Elle organise notamment des opérations en faveur des victimes des incendies de forêt en Russie de 2010 puis des enfants touchés par la guerre du Donbass, en parvenant à susciter une importante couverture médiatique. Bien que plutôt classée comme une opposante à Vladimir Poutine, elle est honorée à plusieurs reprises par l'état russe, notamment de l'ordre de l'Amitié, et participe au Conseil aux droits de l'Homme mise en place gouvernement russe.
En janvier 2012, Glinka, ainsi que plusieurs autres personnalités médiatiques et militants de l'opposition, dont Boris Akounine, Leonid Parfionov, Iouri Chevtchouk, Lioudmila Oulitskaïa, Dmitri Bykov et Sergueï Parkhomenko, ont fondé la Ligue des électeurs en réaction aux manifestations de 2011 contre les résultats des élections.  Leurs objectifs annoncés comprenaient le respect des droits électoraux, l'organisation de manifestations de masse, la formation d'observateurs et la publication de listes de commissions électorales, y compris des listes noires. Peu de temps après, une inspection fiscale surprise a eu lieu dans les bureaux de Fair Aid. En conséquence, tous les actifs financiers ont été gelés pour quelque temps. Le 1er février 2012, ils ont été débloqués et le Fair Aid a repris son activité.
La même année, Glinka est devenu membre du comité civil fédéral de la Plateforme civique et a soutenu Mikhaïl Prokhorov lors de l'élection présidentielle russe de 2012[réf. souhaitée]. Depuis novembre 2012, Glinka était membre du Conseil présidentiel russe pour les institutions de la société civile et les droits de l'homme[réf. souhaitée].
Glinka meurt dans l'accident aérien du Tupolev Tu-154 russe en 2016, alors qu'elle se rend en Syrie, à l'hôpital de Lattaquié, avec des médicaments. Son décès brutal provoque une vive émotion dans son pays.

### Controverses
En octobre 2011, Elizaveta Glinka organise un événement de bienfaisance afin de collecter de l'argent et des vêtements pour les sans-abri. Il était demandé aux volontaires d'apporter des vêtements afin que des stripteaseuses professionnelles les enfilent puis les enlèvent au cours d'une danse.
En juillet 2016, PayPal a refusé d'ouvrir un compte pour le fonds de Glinka qui soutenait être destiné à la prise en charge des enfants du « sud-est de l'Ukraine » pour des « raisons de sécurité ». 

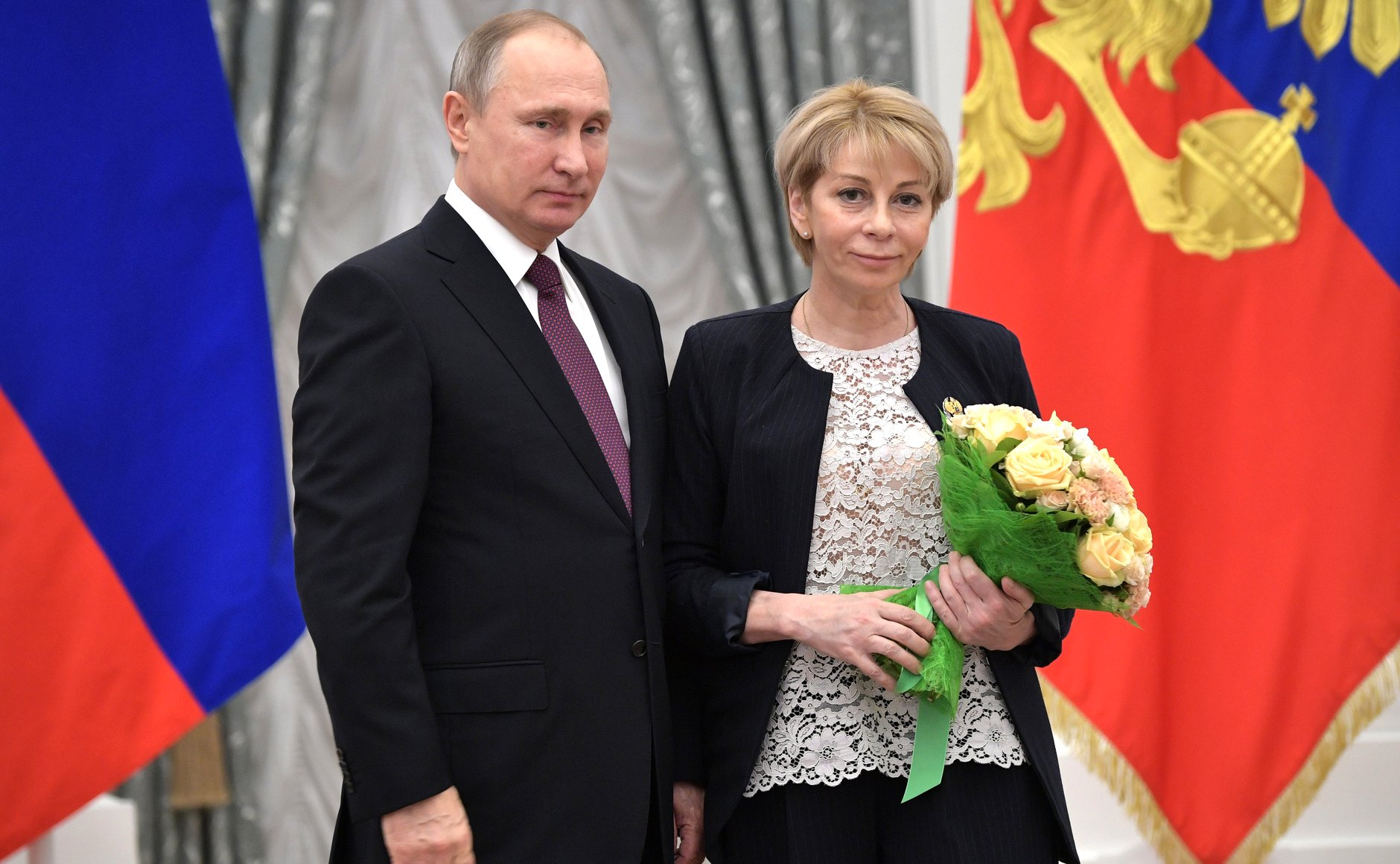
Elizaveta Glinka et le président russe Vladimir Poutine